# Escalo-do-Sado
O escalo-do-Sado (Squalius caetobrigus) é um peixe que vive na bacia do rio Sado. O seu nome científico,S. caetobrigus, refere-se à região de Setúbal, conhecida pelos romanos como Caetobriga. Diferenças face a outros escalos de Peninsula Ibérica, como o número de escamas ou a algumas características dos ossos do crânio levaram a que fosse considerada, em 2024, como uma espécie distinta.